# Peter Sørensen
Peter Sørensen (* 24. März 1973 in Silkeborg) ist ein ehemaliger dänischer Fußballspieler und gegenwärtiger Fußballtrainer. Er betreut heutzutage den Erstligisten Hobro IK.

## Karriere als Spieler
Während seiner aktiven Laufbahn stand Peter Sørensen bei seinem Jugendverein Silkeborg IF, in den Niederlanden beim FC Groningen, erneut bei Silkeborg IF sowie in Schweden bei Malmö FF und in Norwegen bei Ham-Kam unter Vertrag.

## Trainerkarriere
Nach seinem Karriereende betreute Peter Sørensen in Aarhus eine Fußball-Akademie und war Co-Kommentator bei einem dänischen Fernsehsender tätig, bevor er zur Winterpause der Saison 2006/07 als Co-Trainer bei Vejle BK angestellt wurde. Zum Ende des Jahres 2008 trat er zurück und wurde Cheftrainer beim in der zweiten dänischen Liga spielenden Lokalrivalen FC Fredericia. Diese betreute Sørensen bis zum Ende der Saison 2009/10, ehe er zum Erstligaabsteiger Aarhus GF wechselte. Diese führte Peter Sørensen sofort wieder ins dänische Oberhaus und qualifizierte sich als Tabellenfünfter für die UEFA Europa League, wo die Aarhuser in der zweiten Qualifikationsrunde überraschend gegen den georgischen Vertreter FC Dila Gori ausschieden. In der Saison 2012/13 entging Aarhus GF mit drei Punkten Vorsprung als Zehnter dem Abstieg in die 1. Division. Am 26. Februar 2014 wurde Sørensen entlassen.
Am 15. Mai 2014 übernahm er das Traineramt bei seinem ehemaligen Klub Ham-Kam in Norwegen, die mittlerweile in der zweiten norwegischen Liga spielen. Bereits fast zwei Monate später trat er wieder zurück. Am 13. April 2015 wurde Peter Sørensen erneut Trainer beim Zweitligisten FC Fredericia. Den in Abstiegsgefahr geratenen Klub führte er zum Klassenerhalt. Nach der Rettung verließ Sørensen den Klub wieder. Am 30. September 2015 wurde er als neuer Trainer bei seinem Jugendklub Silkeborg IF – zuvor in die zweite dänische Liga abgestiegen – vorgestellt. Den Klub führte er als Tabellenzweiter zum Wiederaufstieg in die Superliga. Am 14. August 2018 wurde Peter Sørensen in Silkeborg entlassen.
Am 21. Februar 2019 wurde er neuer Cheftrainer von Hobro IK.